# Дон Варингтон
Дон Варингтон (енгл. Don Warrington; рођен као Дон Вилијамс, Тринидад, 23. мај 1952) је британски глумац, пореклом са Тринидада и Тобага. Варингтон је најпознатији по улози начелника Селвина Патерсона у крими-драмедији Смрт у рају.